# Gornji Škrnik
Gornji Škrnik is een plaats in de gemeente Zagorska Sela in de Kroatische provincie Krapina-Zagorje. De plaats telt 67 inwoners (2001).